# نينغ آن
نينغ آن (بالصينية: 宁安) هو لاعب كرة قدم صيني في مركز الوسط، ولد في 8 أكتوبر 1995 في غوانزو في الصين. لعب مع نادي غوانغجو آر أند إف.